# Жалгыскан
Жалгыскан (каз. Жалғызхан) — село в Карасуском районе Костанайской области Казахстана. Административный центр и единственный населённый пункт Жалгысканского сельского округа. Код КАТО — 395265100.

## Население
В 1999 году население села составляло 1125 человек (545 мужчин и 580 женщин). По данным переписи 2009 года, в селе проживало 780 человек (398 мужчин и 382 женщины).